# Павловская волость (Старобельский уезд)
Павловская во́лость — историческая административно-территориальная единица Старобельского уезда Харьковской губернии с центром в слободе Павловка.
По состоянию на 1885 год состояла из 9 поселений, 9 сельских общин. Население — 7933 человека (4351 мужского пола и 3582 — женского), 925 дворовых хозяйств.
|                       | Площадь, десятин | В том числе пахотной, дес. |
| --------------------- | ---------------- | -------------------------- |
| Сельских общин        | 18661            | 15886                      |
| Частной собственности | —                | —                          |
| Другой собственности  | 265              | 130                        |
| В целом               | 18926            | 16016                      |

Основные поселения волости по состоянию на 1885 год:
- Павловка — бывшая государственная слобода при реке Белая в 37 верстах от уездного города, 2936 человек, 368 дворовых хозяйств, православная церковь, школа, 5 лавочек, ежегодная ярмарка (27 июля).
- Заводянск — бывший государственный хутор, 543 человека, 63 дворовых хозяйства.
- Курячкин — бывший государственный хутор при реке Белая, 1308 человек, 136 дворовых хозяйства.
- Рудов — бывший государственный хутор, 744 человека, 92 дворовых хозяйства.
- Фоменко Первое — бывший государственный хутор при реке Белая, 1168 человек, 129 дворовых хозяйств.
- Фоменко Второе — бывший государственный хутор, 500 человек, 42 дворовых хозяйства.

Крупнейшие поселения волости по состоянию на 1914 год:
- слобода Павловка — 3358 жителей;
- хутор Курячкин — 1579 жителей;
- хутор Фоменко — 1475 жителей;
- хутор Рудов — 1079 жителей.

Старшиной волости был Тихон Фёдорович Кризский, волостным писарем — Сергей Евсейевич Фоменко, председателем волостного суда — Фёдор Фёдорович Фоменко.